# Robert Pound
Robert Vivian Pound (né le 16 mai 1919 à Ridgeway (Ontario)– 12 avril 2010 à Belmont (Massachusetts)  est un physicien américain qui a participé à la mise en évidence de la résonance magnétique nucléaire (RMN) et a conçu l’Expérience de Pound-Rebka, qui constitue un argument favorable à la relativité générale. Il est l'inventeur de la « minute BNo », unité de mesure servant à simplifier ses travaux sur la relativité générale[réf. nécessaire]. 
Simple étudiant de la promotion 1941 de l’Université de Buffalo, l'université Harvard lui a confié une chaire de physique sans qu'il ait jamais passé de licence.

## Biographie
La découverte de la RMN aurait pu lui valoir le Prix Nobel de physique en 1952, si l'académie suédoise n'avait mis une limite au nombre de lauréats couronnés d'un prix : seuls deux des membres de l'équipe de Felix Bloch furent ainsi couronnés ; toutefois, dans son éloge d'Ed Purcell, le professeur Hulthén salua néanmoins « l’expérience très intéressante que vous avez réalisée avec le Dr. Pound », faisant par là de Pound l'un des deux seuls collaborateurs explicitement nommés dans ce discours. Pound reçut ensuite la National Medal of Science en 1990 pour l'ensemble de ses contributions à la physique. Il a été élevé au rang de Professeur de Physique émérite de l'Université Harvard (chaire Mallinckrodt).
Son nom reste attaché à la technique Pound–Drever–Hall, permettant de verrouiller la fréquence d'un laser avec une cavité optique stable.